# Menteng (Menteng)
De kelurahan Menteng is een bestuurlijk gebied in het onderdistrict Menteng in Centraal-Jakarta, Indonesië. De kelurahan omvat de in het begin van de twintigste eeuw gebouwde villawijk en telde 24.342 inwoners bij de volkstelling van 2010.